# Пассигато, Рино
Рино Пассигато (итал. Rino Passigato; род. 29 марта 1944, Боволоне, королевство Италия) — итальянский прелат и ватиканский дипломат. Титулярный архиепископ Новокесарии с 16 декабря 1991. Апостольский нунций в Бурунди с 16 декабря 1991 по 18 марта 1996. Апостольский нунций в Боливии с 18 марта 1996 по 17 июля 1999. Апостольский нунций в Перу с 17 июля 1999 по 8 ноября 2008. Апостольский нунций в Португалии с 8 ноября 2008 по 4 июля 2019.